# Zygmunt Witymir Bieńkowski
Zygmunt Witymir Bieńkowski (ur. 2 maja 1913 w Warszawie, zm. 15 sierpnia 1979 w Londynie) – major pilot Polskich Sił Powietrznych w Wielkiej Brytanii, dowódca 302 i 303 dywizjonów myśliwskich, kawaler Orderu Virtuti Militari, mianowany przez władze RP na uchodźstwie na stopień podpułkownika.

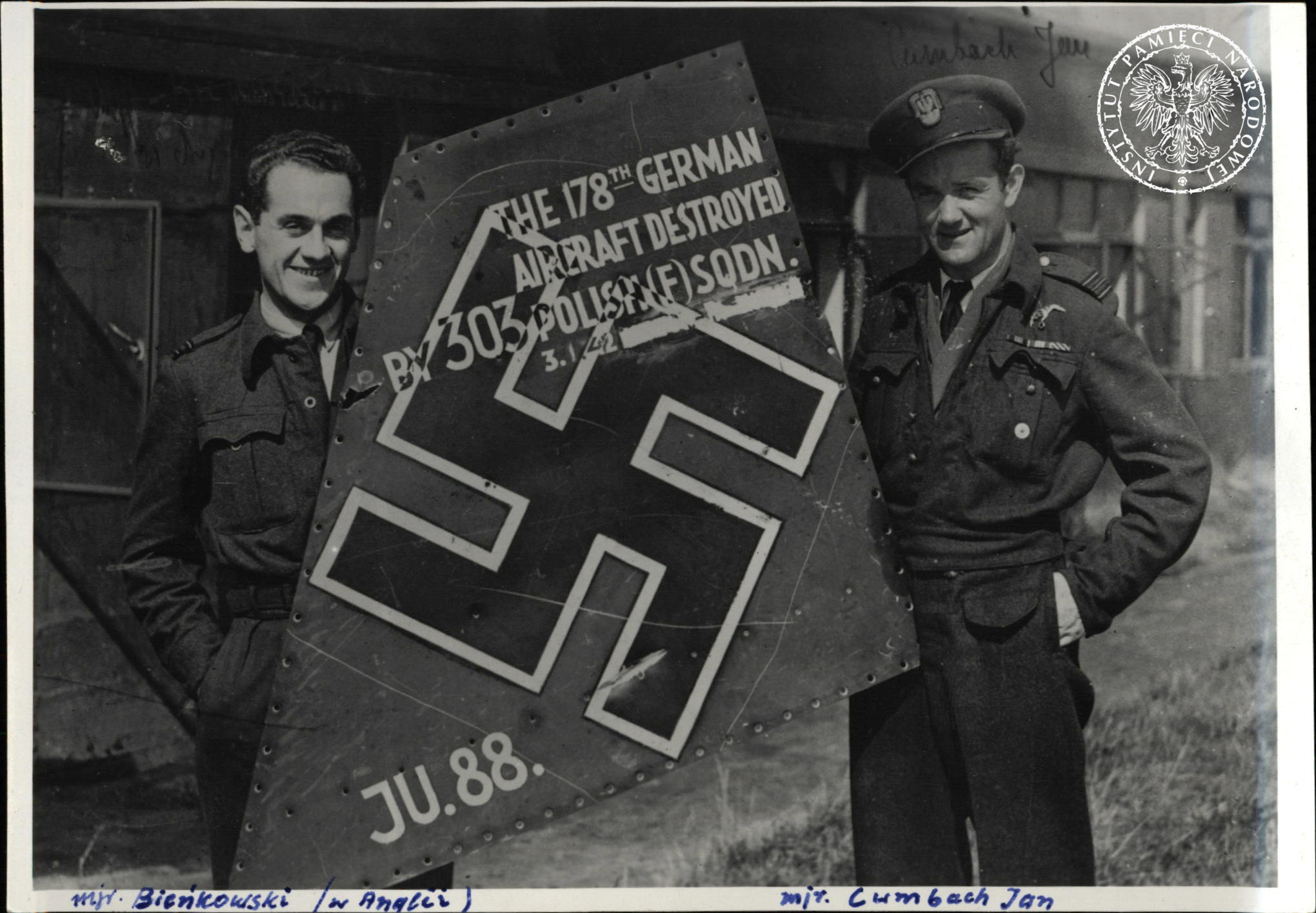
Zygmunt Bieńkowski i Jan Zumbach prezentują „trofeum” dywizjonu 303

## Życiorys
Był synem Leopolda, rolnika, działacza społecznego i niepodległościowego, późniejszego posła na sejm RP i Zofii z domu Braun. Był bratem Jana (1914–1943), porucznika pilota 307 dywizjonu myśliwskiego nocnego, oraz bratankiem Andrzeja. Do szkół uczęszczał w Przasnyszu, następnie w Brześciu nad Bugiem, gdzie w 1933 roku uzyskał maturę.
Na początku 1934 roku wstąpił do Szkoły Podchorążych Lotnictwa w Dęblinie. Na stopień podporucznika został mianowany ze starszeństwem z 15 października 1936 i 19. lokatą. Po dwóch latach służby w Warszawie, we wrześniu 1938 roku został przeniesiony do Centrum Wyszkolenia Lotnictwa nr 1 w Dęblinie. Został dowódcą III plutonu 5 eskadry II dywizjonu Szkoły Podchorążych Lotnictwa.
We wrześniu 1939 roku wraz z podchorążymi był ewakuowany na wschód, po 17 września przeszedł do Rumunii. Następnie przedostał się do Francji, a 27 czerwca 1940 roku przybył do Wielkiej Brytanii. Otrzymał numer służbowy P-0712. Wiosną 1941 roku przeszedł kurs pilotażu myśliwskiego i został przydzielony do brytyjskiego 245 Dywizjonu. 8 lipca 1941 roku przeniesiono go do 303 Dywizjonu im. Tadeusza Kościuszki w RAF Northolt. 6 listopada 1941 roku, podczas lotu w osłonie Hurricane'ów bombardujących barki w rejonie Nieuport, zestrzelił jednego Messerschmitta Bf 109. 12 kwietnia 1942 roku trafił go Focke-Wulf Fw 190. Osłaniany przez por. Longina Majewskiego doleciał do Anglii, ale rozbił Spitfire'a na obrzeżach sadu owocowego. Sam doznał jedynie lekkich potłuczeń.
7 lipca 1942 roku objął dowództwo eskadry „A” Dywizjonu 303, a 1 grudnia 1942 roku całego Dywizjonu. 13 maja 1943 roku poleciał w składzie 316 Dywizjonu Warszawskiego na osłonę „Latających Fortec”, atakujących fabrykę koło Amiens. Nad celem doszło do walki z Fw 190, w wyniku której Bieńkowski uszkodził jednego wroga, jego Spitfire także został lekko uszkodzony. 4 lipca 1943 roku przekazał obowiązki dowódcy dywizjonu kpt. Janowi Falkowskiemu, zaś sam mianowany został oficerem strzelania na stacji RAF Northolt. 1 stycznia 1944 roku skierowany został do 84 GSU, jednostki pomocniczej 84 Grupy Myśliwskiej.
30 stycznia 1945 roku został dowódcą 302 Dywizjonu Poznańskiego, walczącego na Kontynencie. 24 lutego 1945 roku jego Spitfire został trafiony w silnik w rejonie Geldern. Bieńkowski lądował przymusowo po niemieckiej linii frontu, został wzięty do niewoli i osadzony w obozie jenieckim. W maju 1945 roku uwolniły go oddziały 3 Armii Stanów Zjednoczonych.
W czasie wojny wykonał 74 loty bojowe. Po śmierci por. Mirosława Fericia był kronikarzem 303 Dywizjonu – dawny pamiętnik Fericia uzupełniał także częściowo po wojnie. Pamiętnik ten został zdeponowany w Instytucie Polskim i Muzeum im. gen. Sikorskiego w Londynie.
Po demobilizacji w 1947 roku pozostał w Wielkiej Brytanii. Pracował społecznie w Stowarzyszeniu Lotników Polskich, był wiceprezesem Zarządu i Rady Zjednoczenia Polskiego w Wielkiej Brytanii, należał do Polskiej Rady Bibliotecznej. Aktywny działacz Stronnictwa Narodowego na emigracji. Był autorem wielu artykułów o tematyce lotniczej i wierszy. Pochowany na cmentarzu Gunnersbury Cemetery w Londynie.

## Zwycięstwa powietrzne
Na liście Bajana figuruje na 247. pozycji z jednym pewnym zestrzeleniem (Bf 109 – 6 listopada 1941) i jednym uszkodzeniem.

## Ordery i odznaczenia
- Srebrny Krzyż Virtuti Militari nr 11668
- Krzyż Walecznych trzykrotnie
- Medal Lotniczy (czterokrotnie)
- holenderski krzyż lotniczy Vliegerkruis